# Claudia Plattner

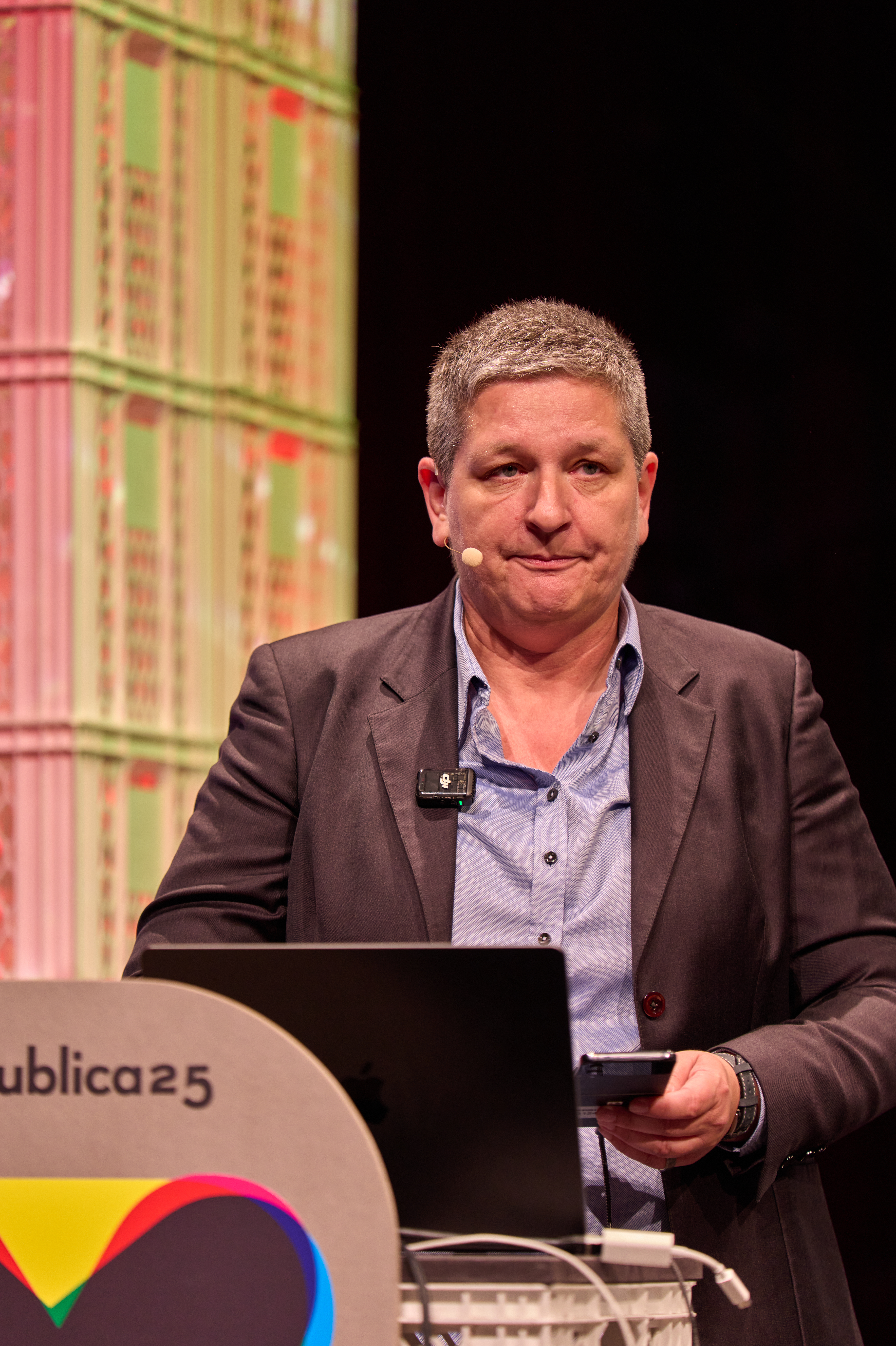
Claudia Plattner, 2025

Claudia Plattner (* 1973 als Claudia Stützel in Mainz) ist eine deutsche Mathematikerin und seit dem 1. Juli 2023 Präsidentin des Bundesamts für Sicherheit in der Informationstechnik.

## Beruflicher Werdegang
Nach der Schule begann Plattner ein Studium im Maschinenbau, das sie abbrach. Daraufhin folgte ein Mathematikstudium an der TU Darmstadt und an der US-amerikanischen Tulane University, dabei belegte sie mehrere Informatikmodule.
Von 2003 bis 2012 arbeitete Plattner bei der PPA Gesellschaft für Finanzanalyse und Benchmarks mbH, einem Outsourcing-Dienstleister für Digitalisierung von Unternehmensdaten – als Softwareentwicklerin, Head of IT und als Head of Financial Statement Data Processing and Mapping. Im Jahr 2013 wurde sie Managerin für Unternehmensarchitektur bei der DB Cargo; 2015 übernahm sie dort bis 2017 die Leitung des Bereichs Informations- und Kommunikationstechnik. Von 2017 bis 2021 war sie als CIO bei DB Systel und für die Modernisierung der IT der Deutschen Bahn zuständig. 2018 war sie eine von 30 Mentees der Initiative Women into Leadership. Im Jahr 2021 ernannte die Europäische Zentralbank Plattner zur Generaldirektorin der Informationssysteme.
Seit dem 1. Juli 2023 ist Plattner Präsidentin des Bundesamts für Sicherheit in der Informationstechnik.

## Kontroversen
Die Gesellschaft für Informatik (GI) kritisiert umfänglich und mit scharfen Worten die von Plattner im März 2025 verkündete Kooperationsvereinbarung zwischen Google und dem Bundesamt für Sicherheit in der Informationstechnik (BSI) zum Aufbau „sicherer und souveräner Cloud-Lösungen für Behörden“.